# Internationale Kinder- und Jugendliteratur beim Internationalen Literaturfestival Berlin 2011
Das 11. Internationale Literaturfestival Berlin mit dessen Festivalsektion Internationale Kinder- und Jugendliteratur fand vom 7. bis zum 17. September 2011 statt. Hauptveranstaltungsort war das Haus der Berliner Festspiele. 21 Autoren und Illustratoren waren Gäste des Kinder- und Jugendprogramms.

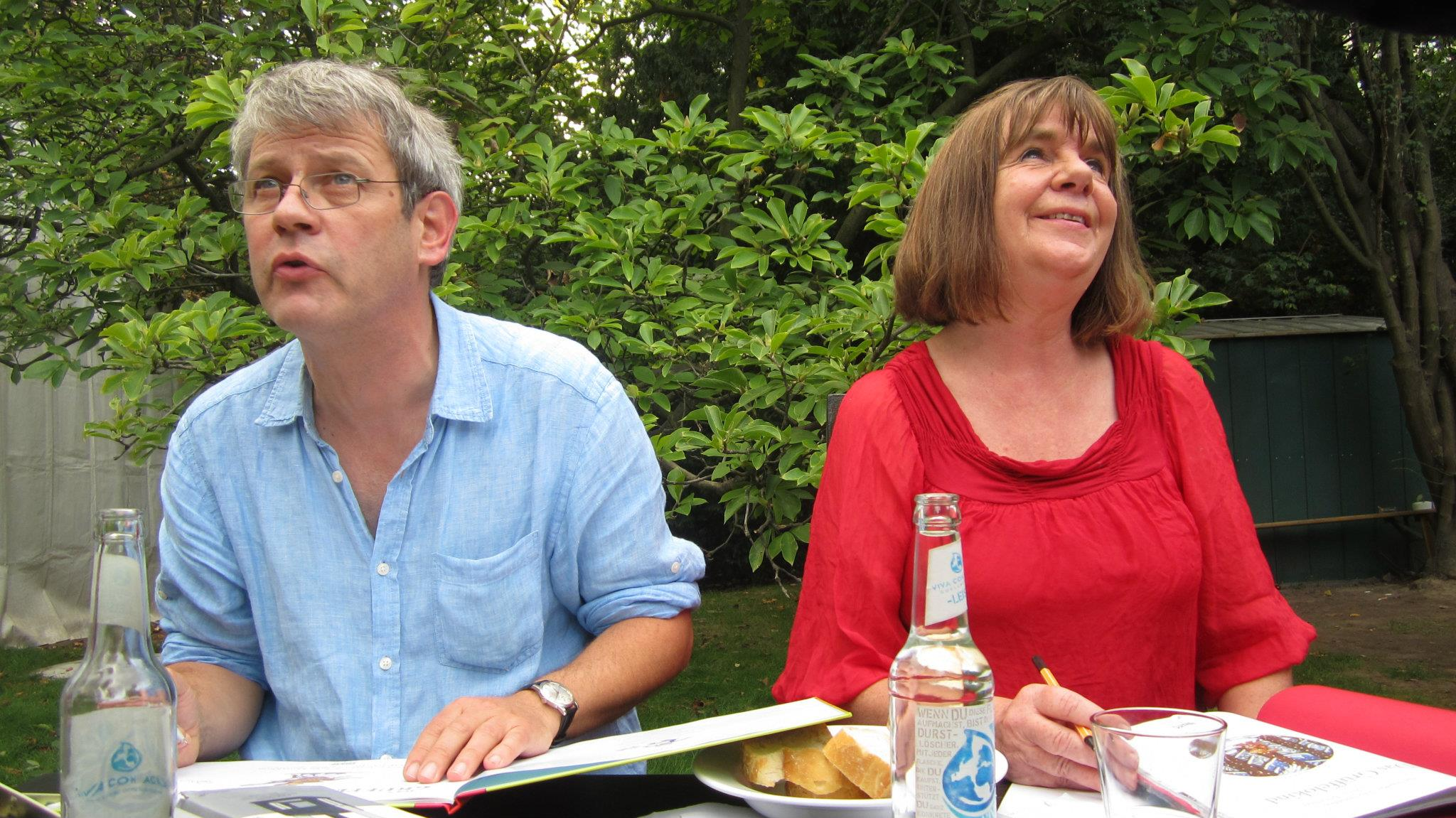
Axel Scheffler und Julia Donaldson bei einer Autogrammstunde im Rahmen der Programmsparte Internationale Kinder- und Jugendliteratur des 11. internationalen literaturfestivals berlin am 17. September 2012 im Garten des Hauses der Berliner Festspiele

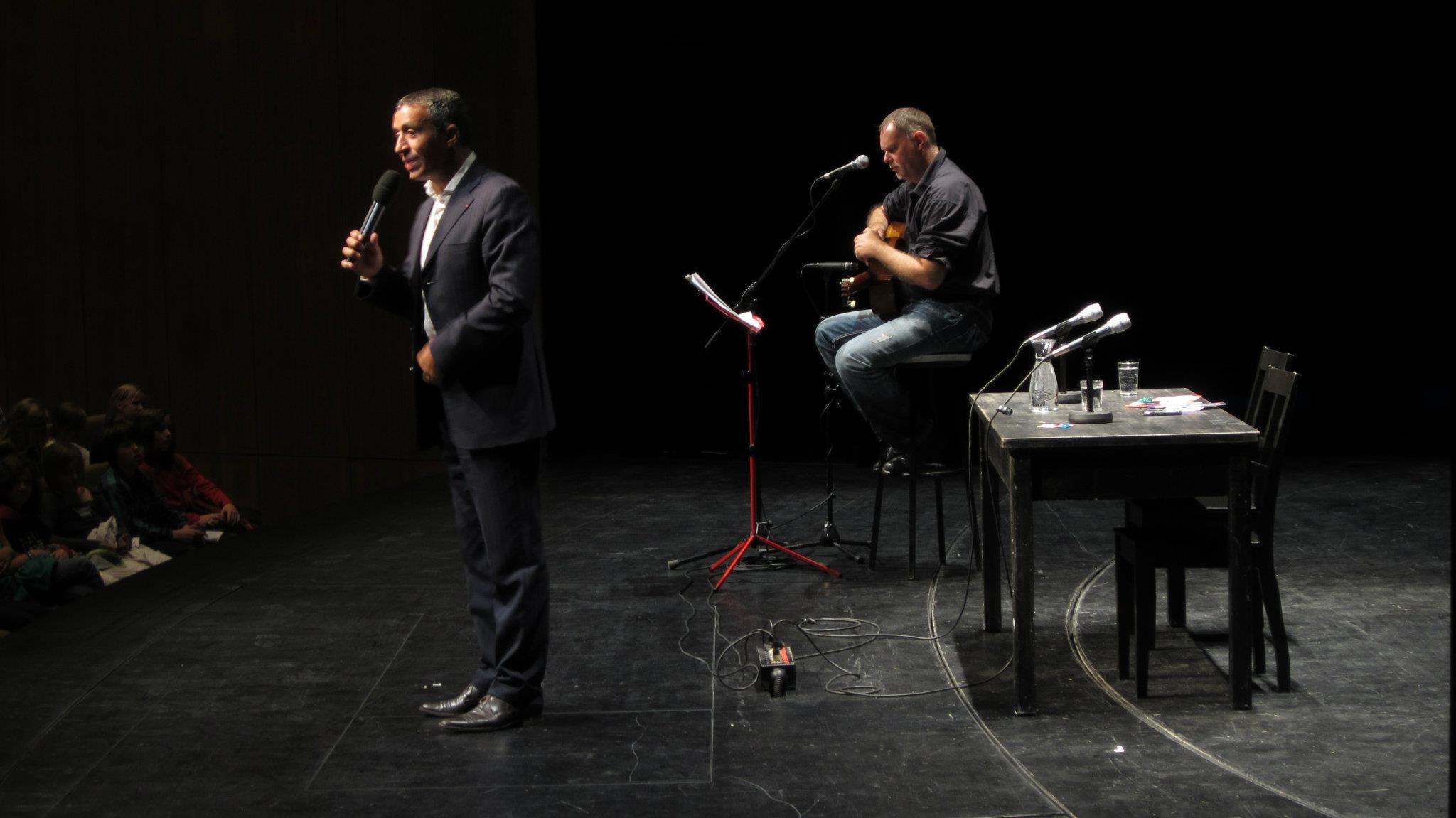
Azouz Begag (links) und Gilles Floret (musikalische Begleitung) im Rahmen einer Lesung der Programmsparte Internationale Kinder- und Jugendliteratur des 11. internationalen literaturfestivals berlin am 12. September 2011 auf der Großen Bühne im Haus der Berliner Festspiele

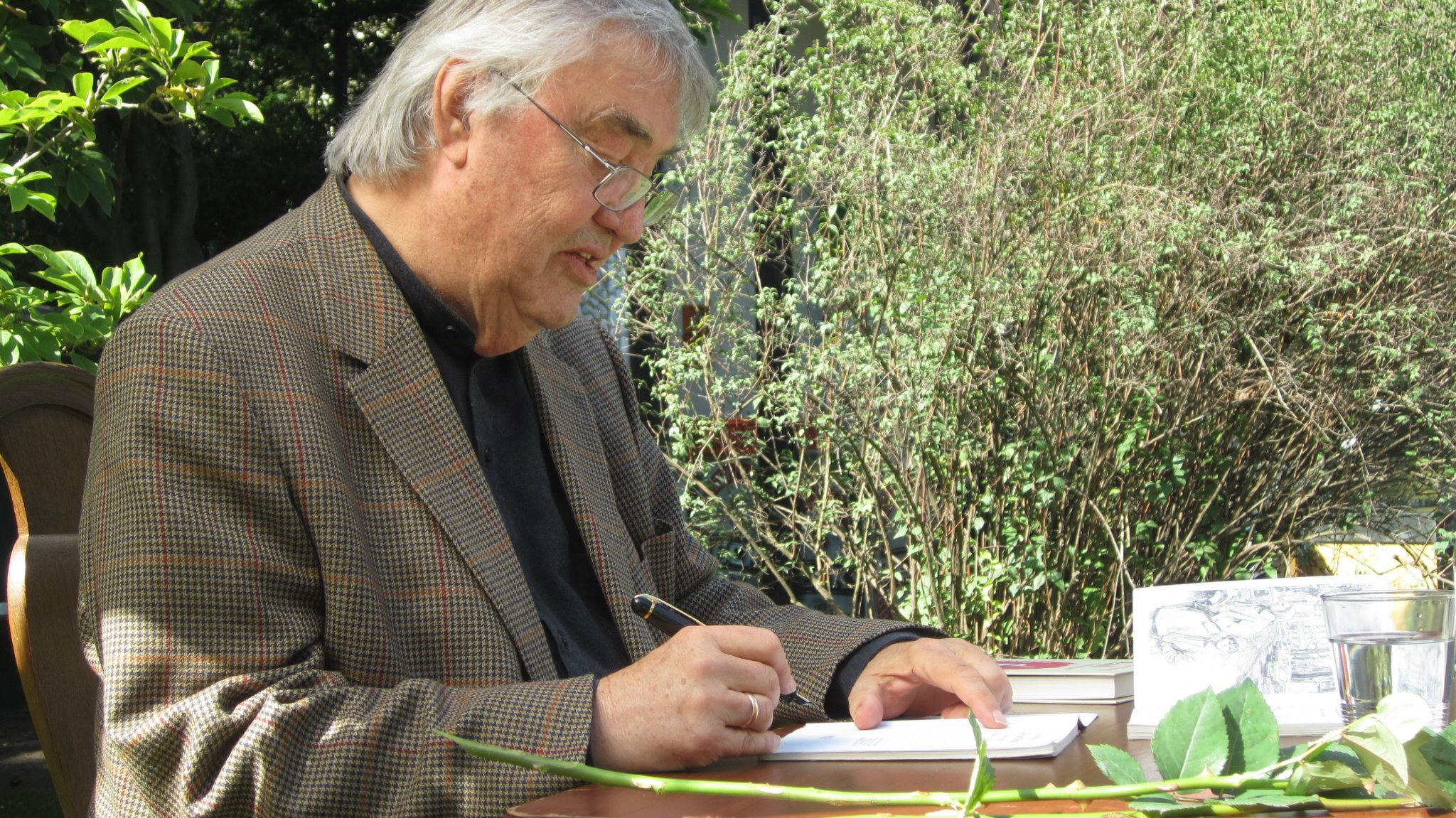
Peter Härtling bei einer Autogrammstunde am 14. September 2012 im Garten des Hauses der Berliner Festspiele, nach einer Lesung zu seinem Buch Paul, das Hauskind

## Gäste
| Autor bzw. Illustrator | Nationalität                 | auf dem Festival vorgestellte Bücher |
| ---------------------- | ---------------------------- | --- |
| Amir                   | Iran / USA                   | Zahra's Paradise – Die Grüne Revolution im Iran und die Suche einer Mutter nach ihrem Sohn / Zahra's Paradise (2011) |
| Azouz Begag            | Frankreich                   | Tranches de vie (2008) |
| Melvin Burgess         | Großbritannien               | Nicholas Dane (2011) |
| Maite Carranza         | Spanien                      | Der Klan der Wölfin (2007) / El Clan de la Lob (2005), Eine magische Sommernacht (2011) / Magia de una noche de Veran (2009)                                                                                            |
| Chen Chih-Yuan         | Taiwan                       | Gui-Gui, das kleine Entodil (2008) / Guji-Guj (2003), Kleiner Spaziergang (2010) / Hsiao-Yü San Bu (2001) |
| Chirikure Chirikure    | Simbabwe                     | verschiedene Erzählungen |
| DBC Pierre             | Australien                   | Jesus von Texas (2004) / Vernon God Little (2003) |
| Kitty Crowther         | Belgien                      | Der Besuch vom kleinen Tod (2011) / La visite de petit mort (2004), Annie (2011) / Annie du lac (2009) |
| Julia Donaldson        | Großbritannien               | Der Grüffelo / The Gruffalo (1999), Das Grüffelokind / The Gruffalo’s Child (2004) |
| Michael Ende           | Deutschland                  | Retrospektive: Momo (1973) |
| Morris Gleitzman       | Australien                   | Einmal (2009) / Once (2005), Dann (2011) / Then (2008), Now / Jetzt (2010) |
| Peter Härtling         | Deutschland                  | Paul, das Hauskind (2010) |
| Finn-Ole Heinrich      | Deutschland                  | Räuberhände (2007), Gestern war auch schon ein Tag (2009), Frerk, du Zwerg! (2011) |
| Tahar Ben Jelloun      | Marokko / Frankreich         | Papa, was ist der Islam? / L’Islam expliqué aux enfant (2003), Die Früchte der Wut (2007) / Les raisins de la galère (1996)                                                                                             |
| Khalil                 | Iran / USA                   | Zahra's Paradise – Die Grüne Revolution im Iran und die Suche einer Mutter nach ihrem Sohn (2011) |
| Manos Kontoleon        | Griechenland                 | Aspassias Bruder / O adelfos tis Aspassia (2010), Machtloser Engel / Anishiros angelos (2010) |
| Gerður Kristný         | Island                       | Die letzte Nacht des Jahres (2011) / Garðurinn (2008) |
| Agnès de Lestrade      | Frankreich                   | Die große Wörterfabrik (2010) / La grande fabrique de mots (2009) |
| Frida Nilsson          | Schweden                     | Ich, Gorilla und der Affenstern (2010) / Apstjärnan (2005) |
| François Place         | Frankreich                   | Der König der vier Winde (2008) / Le roi des trois Orients (2006), Gwen, der Lehrling des Heilers (2011) / La douane volante (2010), Grand ours (2005), Phantastische Reisen / Atlas des géographes d’Orbae (1996–2000) |
| Axel Scheffler         | Deutschland / Großbritannien | Der Grüffelo / The Gruffalo (1999), Das Grüffelokind / The Gruffalo’s Child (2004) |
| Jenny Valentine        | Großbritannien               | Die Ameisenkolonie / The Ant Colony (2009), Das zweite Leben des Cassiel Roadnight (2011) / The Double Life of Cassiel Roadnight (2010)                                                                                 |
| Edward van de Vendel   | Niederlande                  | Der Glücksfinder (2011) / De gelukvinde (2008), Lieb sein, Superguppy! (2011)/ Superguppie krijgt kleintjes (2005) |
| Suse Weisse            | Deutschland                  | verschiedene Erzählungen |
| Robert Williams        | Großbritannien               | Luke und Jon (2010) |

## Allgemeines
Die beiden Künstler Amir und Khalil konnten aus politischen Gründen nicht nach Berlin reisen. Sie stellten ihr Buch durch eine Skype-Konferenz dem Berliner Publikum vor. Eine Retrospektiv-Lesung fand zu Michael Endes Momo statt. Für das Festival exklusiv übersetzt wurden verschiedene Texte des Autors Manos Kontoleon. Eröffnet wurde das Kinder- und Jugendprogramm mit einer Lesung der französischen Autorin Agnès de Lestrade, die ihr Buch Die große Wörterfabrik vorstellte.

## Presseschau
„Die Sparte Internationale Kinder- und Jugendliteratur [...] erwies sich auch in diesem Jahr als Publikumsmagnet. Mehr als 700 begeisterte Gäste verfolgten allein die Grüffelo-Show von Axel Scheffler und Julia Donaldson. Zu den Lieblingen des Publikums gehörte auch Finn-Ole Heinrich mit seinem Buch Frerk, du Zwerg. Bloomsbury feierte das Erscheinen des Buches, das die isländische Künstlerin Rán Flygering illustriert hat, im Rahmen des Festivals mit einer Party im Autorenzelt. Auch Autoren wie François Place, Jenny Valentine, Morris Gleitzman, Kitty Crowther, Frida Nilsson und Robert Williams sorgten für ein volles Haus. Einer der vielen Höhepunkte dieser Sparte war die Präsentation der Graphic-Novel Zarah’s Paradise von Amir und Khalil aus dem Knesebeck Verlag. Der deutsch-iranische Künstler Hamed Eshrat stellte das Buch über die Grüne Revolution im Iran und die Suche einer Mutter nach ihrem Sohn im Gespräch mit der Moderatorin Shelly Kupferberg vor. Amir und Khalil, die heute in Kalifornien leben und unter Pseudonym schreiben, konnten nicht selbst nach Berlin reisen, da sie aus politischen Gründen anonym bleiben müssen. Ein bewegender Moment war dann die Lifeschaltung zu Amir und Khalil, die nachts um drei vor dem PC saßen, um die Fragen der deutschen Schüler zu beantworten. Ein Erlebnis für alle Beteiligten.“